# Dwars door het Hageland 2022 (mannen)
De 19e editie van de Belgische wielerwedstrijd Dwars door het Hageland vond voor mannen plaats op 11 juni 2022. Titelverdediger Rasmus Tiller werd opgevolgd door de Nederlander Oscar Riesebeek, die solo over de eindstreep kwam en hiermee zijn eerste profzege boekte. Tiller eindigde deze editie als tiende. Naast Riesebeek stonden ploeggenoot Gianni Vermeersch en de Fransman Florian Sénéchal die beiden luttele seconden na Riesebeek finishten. De wedstrijd was onderdeel van de UCI ProSeries en de Exterioo Cycling Cup en kende tevens een editie voor vrouwen

## Uitslag
| Plaats  | Naam              | Ploeg                              | tijd     |
| ------- | ----------------- | ---------------------------------- | -------- |
| Winnaar | Oscar Riesebeek   | Alpecin-Fenix                      | 4u37'54" |
| 2       | Gianni Vermeersch | Alpecin-Fenix                      | + 1"     |
| 3       | Florian Sénéchal  | Quick Step-Alpha Vinyl             | + 3"     |
| 4       | Stan Van Tricht   | Quick Step-Alpha Vinyl             | + 6"     |
| 5       | Loïc Vliegen      | Intermarché-Wanty-Gobert Matériaux | z.t.     |
| 6       | Arnaud De Lie     | Lotto Soudal                       | z.t.     |
| 7       | Tom Devriendt     | Intermarché-Wanty-Gobert Matériaux | z.t.     |
| 8       | Piet Allegaert    | Cofidis                            | z.t.     |
| 9       | Clément Russo     | Team Arkéa Samsic                  | + 9"     |
| 10      | Rasmus Tiller     | Uno-X Pro Cycling Team             | z.t.     |

Mannen: 2001 · 2002 · 2003 · 2003-2006 · 2007 · 2008 · 2009 · 2010 · 2011 · 2012 · 2013-2015 · 2016 · 2017 · 2018 · 2019 · 2020 · 2021 · 2022 · 2023 · 2024 · 2025
Vrouwen: 2021 · 2022 · 2023 · 2024 · 2025